# Præsidentvalget i USA 1908
Præsidentvalget i USA 1908 var det 31. præsidentvalget, som blev afholdt tirsdag d. 3. november 1908. Den republikanske kandidat — den tidligere krigsminister — William Howard Taft besejrede den demokratiske kandidat William Jennings Bryan. Bryan havde også været den demokratiske præsidentkandidat i forbindelse med præsidentvalgene i 1896 og 1900, hvorfor dette repræsenterede hans tredje nederlag.
Til trods for sin popularitet indfriede den sidende præsident Theodore Roosevelt sit løfte om ikke at søge genvalg for en tredje periode og overtalte i stedet sin nære ven, Taft, til at blive hans efterfølger. Med Roosevelts støtte blev Taft valgt ved den første afstemning, som den republikanske præsidentkandidat i forbindelse med det republikanske konvent i 1908. Efter at have tabt præsidentvalget i 1904 stort, valgte Det Demokratiske Parti at nominere Bryan, der var blevet besejret ved præsidentvalgene i 1896 og 1900 af den republikanske kandidat William McKinley. På trods af sine to tidligere nederlag forblev Bryan ekstremt populær blandt de mere liberale og populistiske elementer i Det Demokratiske Parti.
Bryan førte en kampagne, hvor han kritiserede landets forretningselite. Til trods for dette led Bryan et større nederlag end de tidligere år. Bryan modtog godt nok 162 valgmandstemmer, hvilket var mere end hans 155 valgmandsstemmer fra 1900, men dette skal ses i lyset af, at valgmandskollegiet i mellemtiden havde vokset fra i alt 447 til 483 valgmandsstemmer. Taft vandt 51,6% af vælgerstemmerne og vandt de fleste stater uden for Sydstaterne. Tafts sejr gav republikanerne deres fjerde sejr i træk ved præsidentvalgene. To tredjepartiskandidater, Eugene V. Debs fra Socialistpartiet og Eugene W. Chafin fra Forbudspartiet (engelsk: "Prohibition Party"), modtog hver over 1% af vælgerstemmerne på landsplan.

## Yderligere læsning
- Coletta, Paolo E. Præsidentskabet for William Howard Taft (1973) s. 1–21.
- Coletta, Paolo E. "Valget i 1908" i Arthur M. Schlesinger, Jr. og Fred L Israel, red., History of American Presidential Elections: 1789-1968 (1971) 3: 2049–2131. online
- Korzi, Michael J., "William Howard Taft, valget i 1908 og det amerikanske formandskabs fremtid", Congress and the Presidency, 43 (maj – august 2016), 227–54.
- Mowry, George E. The Era of Theodore Roosevelt, 1900-1912 (1958). online
- Sarasohn, David. Reformpartiet: Demokrater i den progressive æra (UP i Mississippi, 1989), 35–58.

### Primære kilder
- Chester, Edward W En guide til politiske platforme (1977) online
- Porter, Kirk H. og Donald Bruce Johnson, red. Nationale partiplatforme, 1840-1964 (1965) online 1840-1956

## Eksterne links
- Præsidentvalget i 1908: En ressourcevejledning fra Library of Congress
- Den republikanske kampagnebog 1908
- Tim Davenport, "Red Special Across America," The Debs Project blog, 23. juni 2019 Komplet liste over Debs tour stoppesteder.
- 1908 vælgerstemmer efter distrikt
- Hvor tæt var valget i 1908? - Michael Sheppard, Massachusetts Institute of Technology
- Præsidentvalget i 1908: optælling af vælgerstemmerne